# Дартс рекорди України

## Дартс рекорди України
Найбільше українських зафіксованих рекордів в дартсі спостерігається з 2020-року, коли при проведенні регіональних і національних змагань почали використовувати онлайн і мобільні додатки, що дозволило фіксувати кращі результати.
Цьому "сприяла" пандемія COVID-19, коли багато гравців в дартс змущені були грати вдома і використовувати мобільні системи для підрахунків на разноманітних онлайн турнірах. Після завершення пандемії мобільні і онлайн застосунки продовжили використовувати замість устарілих паперових бланків. 
В Україні, з того часу використовується в основному веб-застосунок Nakka N01, що дозволило значно покращити процес фіксації і архвівування найкращих результатів.

### Рекорди
В таблиці зібрані найкращі відомі і підверджені результати, які були зафіксовані під час всеукраїнських змагань в Україні. 
```
*
В таблиці використані скорочення: ВФД - Всеукраїнська Федерація Дартсу, ЧУ - Чемпіонат України, ЗУДЛ - Західноукраїнська дартс ліга (2023 рік), УДЛ - Українська дартс ліга (колишня ЗУДЛ).
```

| Дисциплина                       | Рекорд      | Гравець      | Турнір                         | Місто проведення | Дата (рік.місяць,число) |
| -------------------------------- | ----------- | ------------ | ------------------------------ | ---------------- | ----------------------- |
| 501DO/лег                        | 11 дротиків | А.Троценко   | ЗУДЛ, 2023/ІІ                  | м. Чернівці      | 2023.04.29              |
| 501DO/лег                        | 11 дротиків | В.Залевський | ЗУДЛ, 2023/ІV                  | м. Луцьк         | 2023.08.19              |
| 501DO/лег                        | 11 дротиків | В.Мелашенко  | ВФД Кубок України, 2025/І      | м.Львів          | 2025.02.15              |
| 501DIDO/лег                      | 14 дротиків | В.Залевський | ВФД ЧУ 501DIDO                 | м. Чернівці      | 2023.07.29              |
| 501DIDO/лег                      | 14 дротиків | В.Залевський | ВФД ЧУ 501DIDO                 | м. Чернівці      | 2024.07.22              |
| 501DIDO/лег                      | 14 дротиків | В.Григоренко | УДЛ, Kyiv CUP DIDO             | м. Київ          | 2024.08.11              |
| 501DIDO/лег                      | 14 дротиків | В.Омельченко | УДЛ, Кубок Буковини            | Вижниця          | 2025.04.27              |
| 501DIDO/лег                      | 14 дротиків | В.Мелашенко  | УДЛ, Кубок Буковини            | Вижниця          | 2025.04.27              |
| 501DIDO/лег                      | 14 дротиків | В.Омельченко | ВФД Чемпіонат України, 501DIDO | м. Полтава       | 2025.07.05              |
| 501DO/сет (до 3-х легів)         | 46 дротиків | А.Усик       | ВФД Чемпіонат України, 501DO   | м. Київ          | 2012.12.08              |
| Середній набір/гра 501DO         | 93,94       | В.Омельченко | ВФД Кубок України, 2023/ІІ     | м. Львів         | 2023.03.26              |
| Середній набір/гра 501DIDO       | 82,36       | В.Омельченко | ВФД Чемпіонат України, 501DIDO | м. Полтава       | 2025.07.05              |
| Середній набір/турнір            | 79,88       | В.Омельченко | ВФД Кубок України, 2023/ІІ     | м. Львів         | 2023.03.26              |
| Середній набір/турнір 501DIDO    | 68,21       | В.Залевський | УДЛ, Kyiv CUP DIDO             | м. Київ          | 2024.08.11              |
| Кількість "180" в одному турнірі | 10          | В.Залевський | ЗУДЛ 2023/ІV                   | м. Луцьк         | 2023.08.19              |
| Макс.закриття                    | 170         | В.Еременко   | ВФД Чемпіонат України, 501DO   |                  | 2008.12.07              |
| Макс.закриття                    | 170         | І.Ішутін     | ВФД Командний ЧУ, 501DO        | м.Черкаси        | 2021.05.22              |
| Макс.закриття                    | 170         | В.Залевський | ВФД Чемпіонат України 501DIDO  | м. Чернівці      | 2023.07.29              |

◆ 23 травня 2024 року, в ході онлайн гри з англійським професійним гравцем Stephen Burton в рамках онлайн турніру Target Darts Super Cup Qualifier 1 - Diamond GDL180, Олексій Бушуй (м. Харків) "закрив" лег за 9 дротиків (177-180-144).  
Це единий випадок так званого "ідеального" лега, зафіксованого в грі українського гравця (в онлайн форматі). 

#### Списки ТОП - 10 результатів в українському дартсі по дисциплінам
З поновленням національних змагань в Україні, які були призупинені після початку повномаштабного вторгнення російських військ, статистику кращих результатів відслідковує український інформаційний ресурс FullBull, заснований дартс-ентузіастом Сергієм Усиком в 2019 році.
Ресурс FullBull веде статистичний облік і періодично викладає оновлення для найкращих 10-ти результатів після проведення турнірів національного масштабу. Дані беруться з офіційних результатів національних змагань Всеукраїнської Федерації Дартсу (ВФД) і турнірів Української дартс ліги, започаткованої західноукраїнськими фанатами дартсу в 2023 році, і, яка також почала проводити турніри, в яких беруть участь гравці з усіх регіонів України.

##### ◎ Середній набір на матч в дисципліні 501DO[14]
| Ранг результату | Гравець              | Середній/гра | Турнір                     | Дата (рік.місяць.число) |
| --------------- | -------------------- | ------------ | -------------------------- | ----------------------- |
| 1               | Омельченко Владислав | 93,94        | ВФД Кубок України, 2023/ІІ | 2023.03.26              |
| 2               | Омельченко Владислав | 92,78        | ЗУДЛ, 2023/ІІ              | 2023.04.29              |
| 3               | Сташевський Валентин | 92,02        | ВФД Кубок України, 2023/ІІ | 2023.03.26              |
| 4               | Омельченко Владислав | 91,65        | ВФД Кубок України, 2023/VI | 2023.11.12              |
| 5               | Омельченко Владислав | 91,09        | ВФД Кубок України, 2023/VI | 2023.11.12              |
| 6               | Залевський Володимир | 89,73        | ВФД Кубок України, 2024/ІІ | 2024.09.08              |
| 7               | Омельченко Владислав | 89,10        | ВФД Кубок України, 2023/V  | 2023.09.10              |
| 8               | Залевський Володимир | 88,41        | ВФД Кубок України, 2024/ІІ | 2024.09.08              |
| 9               | Омельченко Владислав | 87,13        | ВФД Кубок України, 2023/ІV | 2023.07.30              |
| 10              | Мелашенко Владислав  | 87,13        | УДЛ, 2024/І                | 2024.02.17              |

##### ◎ Середній набір на матч в дисципліні 501DIDO[21]
| Ранг результату | Гравець              | Середній/гра | Турнір                             | Місто проведення | Дата (р.м.ч) |
| --------------- | -------------------- | ------------ | ---------------------------------- | ---------------- | ------------ |
| 1               | Омельченко Владислав | 82,36        | ВФД Чемпіонат України, 501DIDO     | м. Полтава       | 2025.07.05   |
| 2               | Залевський Володимир | 80,52        | УДЛ, Kyiv CUP DIDO                 | м. Київ          | 2024.08.11   |
| 3               | Залевський Володимир | 79,11        | УДЛ, Kyiv CUP DIDO                 | м. Київ          | 2024.08.11   |
| 3               | Гринів Олександр     | 79,11        | УДЛ, Кубок Буковини                | Вижниця          | 2025.04.27   |
| 5               | Омельченко Владислав | 78,53        | УДЛ, Кубок Буковини                | Вижниця          | 2025.04.27   |
| 6               | Омельченко Владислав | 78,08        | ВФД Чемпіонат України 501DIDO 2023 | м. Чернівці      | 2023.07.29   |
| 7               | Залевський Володимир | 76,10        | ВФД Чемпіонат України 501DIDO 2023 | м. Чернівці      | 2023.07.29   |
| 8               | Залевський Володимир | 75,15        | ВФД Чемпіонат України 501DIDO 2023 | м. Чернівці      | 2023.07.29   |
| 9               | Омельченко Владислав | 74,61        | УДЛ, Кубок Буковини                | Вижниця          | 2025.04.27   |
| 10              | Омельченко Владислав | 73,92        | ВФД Чемпіонат України 501DIDO 2023 | м. Чернівці      | 2023.07.29   |

##### ◎ Середнійтурнірнийнабір, 501 Double Out[23]
| Ранг результату | Гравець      | Середній/турнір | Турнір                     | Місто проведення | Дата       |
| --------------- | ------------ | --------------- | -------------------------- | ---------------- | ---------- |
| 1               | В.Омельченко | 79,88           | ВФД Кубок України, 2023/ІІ | м.Львів          | 2023.03.26 |
| 2               | В.Залевський | 78,66           | ЗУДЛ, 2023/ Фінал          | м.Львів          | 2023.12.01 |
| 3               | В.Залевський | 78,47           | ВФД Кубок 2024/ІІ          | м.Одеса          | 2024.09.08 |
| 4               | В.Омельченко | 77,62           | ВФД Кубок 2023/VI          | м.Кривий Ріг     | 2023.11.12 |
| 5               | В.Омельченко | 77,13           | УДЛ 2024/II                | м.Луцьк          | 2024.03.23 |
| 6               | В.Залевський | 76,65           | ЗУДЛ 2023/IV               | м.Луцьк          | 2023.08.19 |
| 7               | В.Омельченко | 76,56           | УДЛ, 2025/3                | Вижниця          | 2025.04.27 |
| 8               | В.Омельченко | 76,55           | ВФД Кубок України 2023/I   | м.Львів          | 2023.03.25 |
| 9               | В.Омельченко | 76,51           | УДЛ, 2025/2                | м.Луцьк          | 2025.03.23 |
| 9               | В.Омельченко | 76,11           | ВФД Кубок України 2023/V   | м.Одеса          | 2023.09.10 |
| 10              | В.Омельченко | 75,58           | УДЛ 2025/IV                | м.Одеса          | 2025.06.21 |

##### ◎ Рекордні результати в жіночому дартсі
Кращий середній набір за гру у гравця жіночої статі - 72.43, був зафиксований у Тетяни Харченко (м.Черкаси), в ході гри під час 5-го рейтингового турніру міста Черкаси 19 квітня 2025 року..

##### ◎ Підлітки
Наймолодший призер міжнародних змагань з дартсу від України   - Олександр Гринів (м.Шептицький), який здобув «бронзу» у віці 12 років на WDF Winmau Vilnius Open 2025,  23-25 травня 2025 року. 